# Thomas Schmidt
Thomas Schmidt (Bad Kreuznach, 18 febbraio 1976) è un canoista tedesco.
Ha vinto un titolo olimpico nel K1 slalom a Sydney 2000.

## Palmarès
- Olimpiadi

Sydney 2000: oro nel K1 slalom.
- Mondiali di slalom

2002 - Bourg-Saint-Maurice: oro nel K-1 a squadre.
2003 - Augusta: bronzo nel K-1 a squadre.